# David Clarke (Rennfahrer)

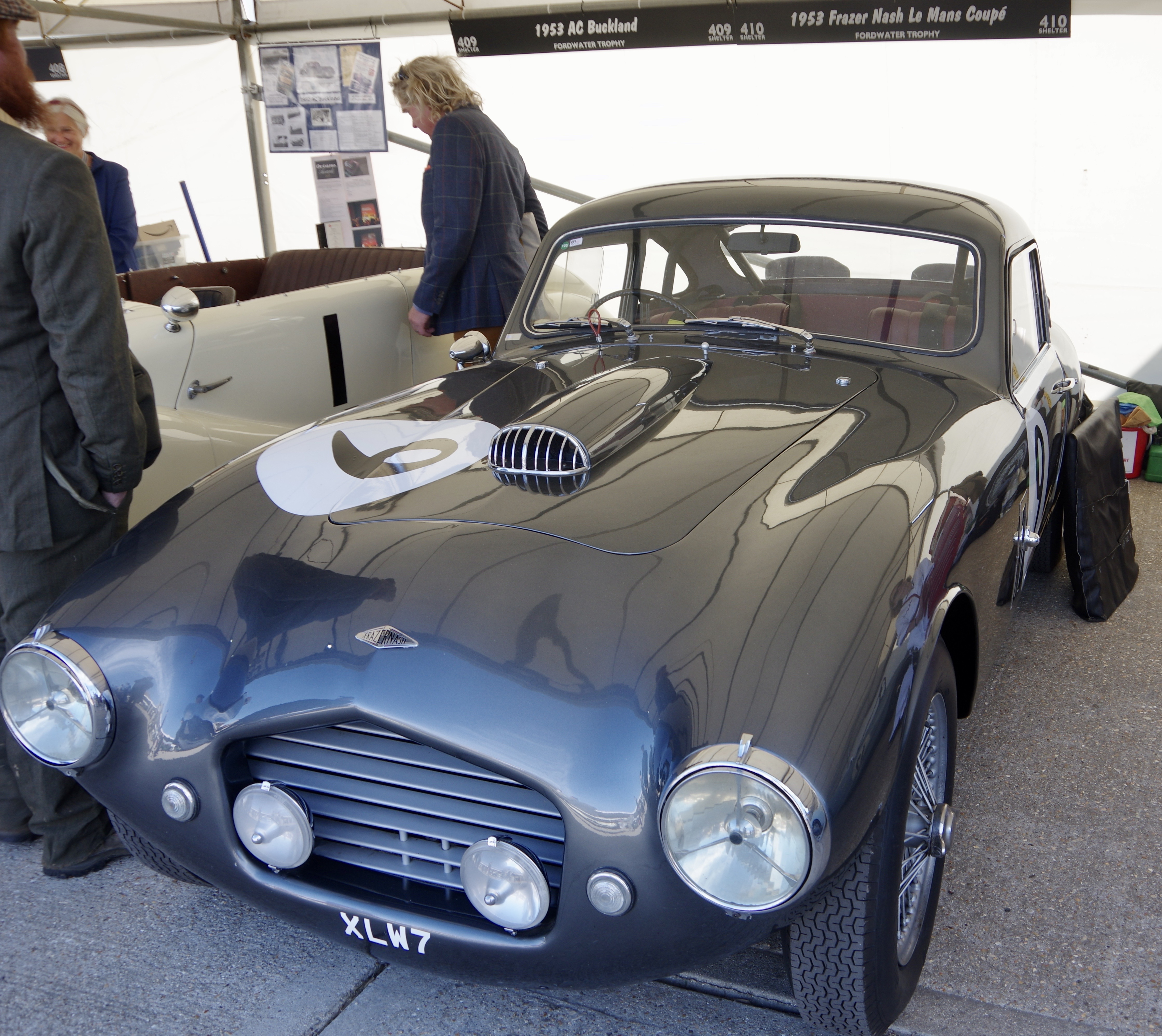
Auf einem Frazer Nash Le Mans Coupe startete David Clarke beim 24-Stunden-Rennen von Le Mans 1953.

David Arnold Clarke (* 15. September 1929 in Mountsorrel; † 1. Juli 2002 in Leicester) war ein britischer Autorennfahrer.

## Karriere als Rennfahrer
David Clarke war in den frühen 1950er-Jahren im Sportwagensport aktiv. Die RAC Tourist Trophy 1951 beendete er auf einem Frazer Nash Le Mans Replica als Gesamtzwölfter und das 9-Stunden-Rennen von Goodwood 1952 gemeinsam mit Bob Gerard als Vierter der Gesamtwertung. Bob Gerard war auch sein Teamkollege beim 24-Stunden-Rennen von Le Mans 1953, wo das Duo nach einem Motorschaden am Frazer Nash Mk.II LM Coupé ausfiel. 

## Statistik

### Le-Mans-Ergebnisse
| Jahr | Team                         | Fahrzeug                   | Teamkollege | Platzierung | Ausfallgrund |
| ---- | ---------------------------- | -------------------------- | ----------- | ----------- | ------------ |
| 1953 | Automobiles Frazer Nash Ltd. | Frazer Nash Mk.II LM Coupé | Bob Gerard  | Ausfall     | Motorschaden |

### Einzelergebnisse in der Sportwagen-Weltmeisterschaft
| Saison | Team        | Rennwagen           | 1   | 2   | 3   | 4   | 5   | 6   | 7   |
| ------ | ----------- | ------------------- | --- | --- | --- | --- | --- | --- | --- |
| 1953   | Frazer Nash | Frazer Nash Le Mans | SEB | MIM | LEM | SPA | NÜR | RTT | CAP |
| 1953   | Frazer Nash | Frazer Nash Le Mans |     |     | DNF |     |     | 8   |     |